# 1733 в Україні

## Особи

### Народились
- 6 січня Моргулець Йосиф Іван (1733—1786) священик-василіянин, проповідник, педагог, протоігумен Руської провінції (1776—1780), секретар (1771—1772) і протоархимандрит Василіянського Чину (1780—1786).
- 23 жовтня Тихорський Хома Трохимович (1733—1814) — лікар, почесний академік Петербурзької Академії Наук
- 5 листопада Херасков Михайло Матвійович (1733—1807) — український і російський поет, письменник і драматург.
- Зражевський Василь Мойсейович (1733—1796) — протопоп білоцерківський. Відіграв важливу роль у відродженні православ'я на землях Правобережної України в часи Коліївщини і десятиліття по ній.

### Померли
- 15 травня Гордієнко Кость (? — 1733) — кошовий отаман Запорозької Січі, видатний військовий і політичний діяч. Створив та очолив Кам'янську Січ. До 1728-го очолював Олешківську Січ, сподвижник та співавтор конституції П. Орлика.
- 2 грудня Ян Скарбек (1661—1733) — польський шляхтич, римо-католицький релігійний діяч, Львівський латинський архієпископ з 1713 р.
- Ніл Березовський (? — 1733) — український церковний діяч, архімандрит Новгород-Сіверського Спасо-Преображенського монастиря (1726—1733).
- Дмитро Полоцький (? — 1733) — діяч київського магістрату, війт Києва в 1699—1733 роках.
- Іван Савич (? — 1733) — український державний і військовий діяч Гетьманщини.

## Засновані, зведені
- Кам'янка (Первомайський район, Харківська область)
- Княжа (село)
- Костувате
- Круки
- Новомиколаївка (Балаклійський район)
- Середівка (Згурівський район)
- Сичівка (Марківський район)
- Старовірівка (Нововодолазький район)